# HD168163
HD168163 — хімічно пекулярна зоря спектрального класу
B6 й має видиму зоряну величину в смузі V приблизно  8,7.

## Пекулярний хімічний склад
Зоряна атмосфера HD168163 має підвищений вміст 
Si
.